# Inukjuak
Inukjuak (inuktitut: ᐃᓄᒃᔪᐊᒃ) är en nordlig bykommun (municipalité de village nordique) och tätort (centre de population) i provinsen Québec i Kanada. Den ligger i regionen Nord-du-Québec, i den östra delen av landet, 1 500 km norr om huvudstaden Ottawa. Antalet invånare vid folkräkningen 2021 var 1 821 i kommunen och 1 671 i tätorten.